# دوروثي براينت
دوروثي براينت (بالإنجليزية: Dorothy Bryant)‏‏ (1930 في سان فرانسيسكو - 21 ديسمبر 2017 في أوكلاند، كاليفورنيا) روائية، ومقالاتية من الولايات المتحدة.